# Ребамипид
Ребамипид — аминокислотное производное 2-(1H)-хинолинона, которое используется для защиты слизистой оболочки, заживления гастродуоденальных язв и лечения гастрита . Он работает путем усиления защиты слизистой оболочки, удаления свободных радикалов и временной активации генов, кодирующих циклооксигеназу-2 .
Исследования показали, что ребамипид может бороться с повреждающим действием НПВП на слизистую оболочку ЖКТ и на тонкий кишечник, но не с повреждением желудка, которое было спровоцировано напроксеном.

## Доступность
Ребамипид используется в ряде азиатских стран, включая Японию (продаётся под торговым названием Mucosta), Южную Корею, Китай и Индию (продаётся под торговым названием Rebagen). Он также одобрен в России под торговой маркой Ребагит.